# Rouleau (architecture)

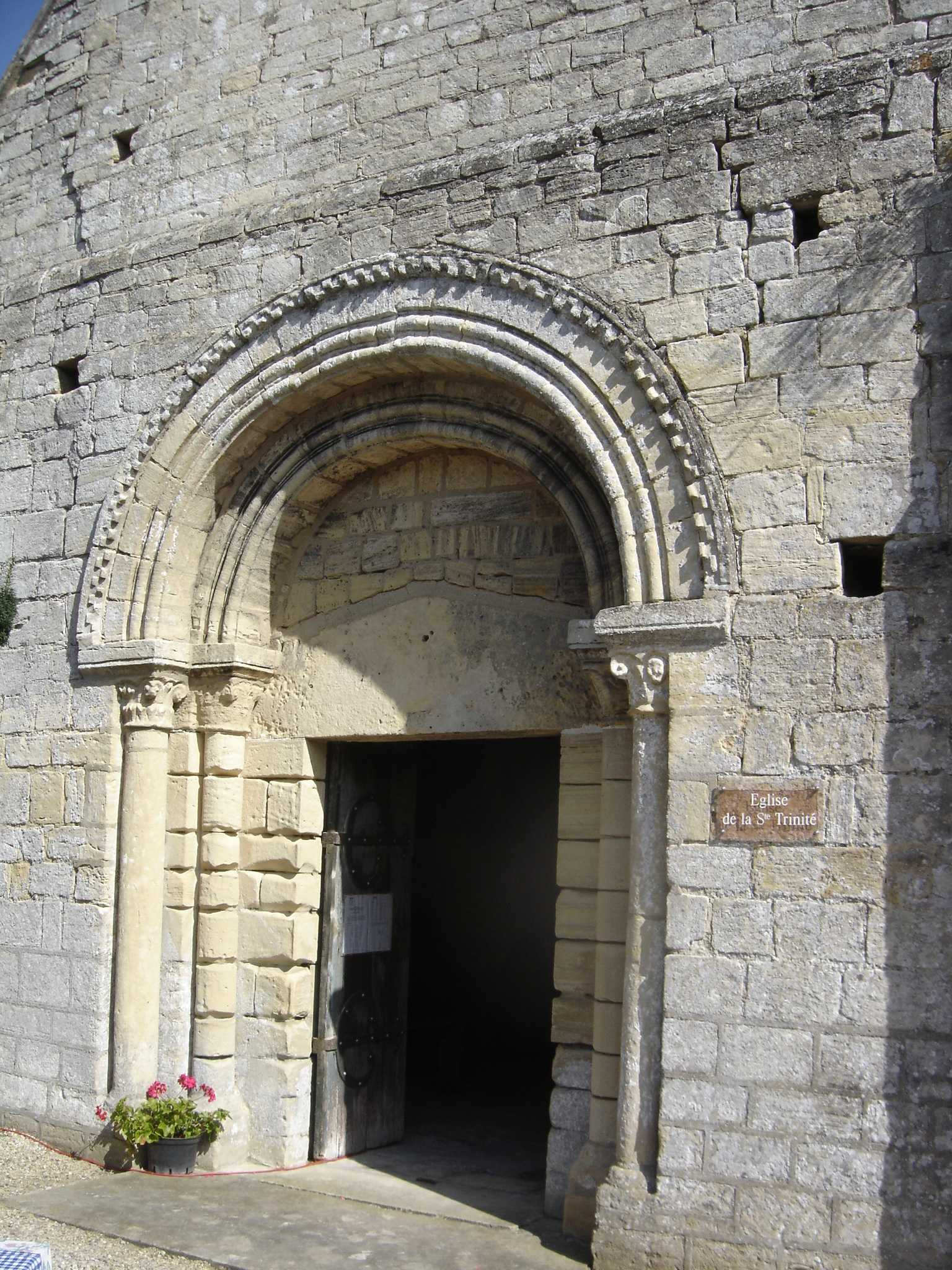
Portail dont l'arc en ressauts est composé de deux rouleaux moulurés et d'un rouleau d'archivolte à billettes

En architecture un rouleau est une rangée de voussoirs c'est-à-dire de pierres dont chacune est taillée spécialement pour former la courbe de l'arc d'une baie en plein-cintre ou en arc brisé.

## Définition
Un rouleau est une suite de voussoirs qui forment la courbe de la partie supérieure d'une porte, d'une fenêtre ou de toute baie libre quand elle est en plein-cintre ou en arc brisé.
L'arc d'une baie peut être constitué d'un seul ou de plusieurs rouleaux,.

## Un ou plusieurs rouleaux
L'arc ou voussure d'une baie peut être constitué d'un seul rouleau ou de plusieurs rouleaux en ressauts, c'est-à-dire disposés en surplomb l'un sur l'autre. Les rouleaux se comptent de l'intrados vers l'extrados : le dernier, à l'extérieur, étant celui qui surplombe les autres et dont la portée est la plus large. Le nombre de rouleaux des portes et des fenêtres se multiplie à la fin du XIe siècle et surtout au XIIe siècle.

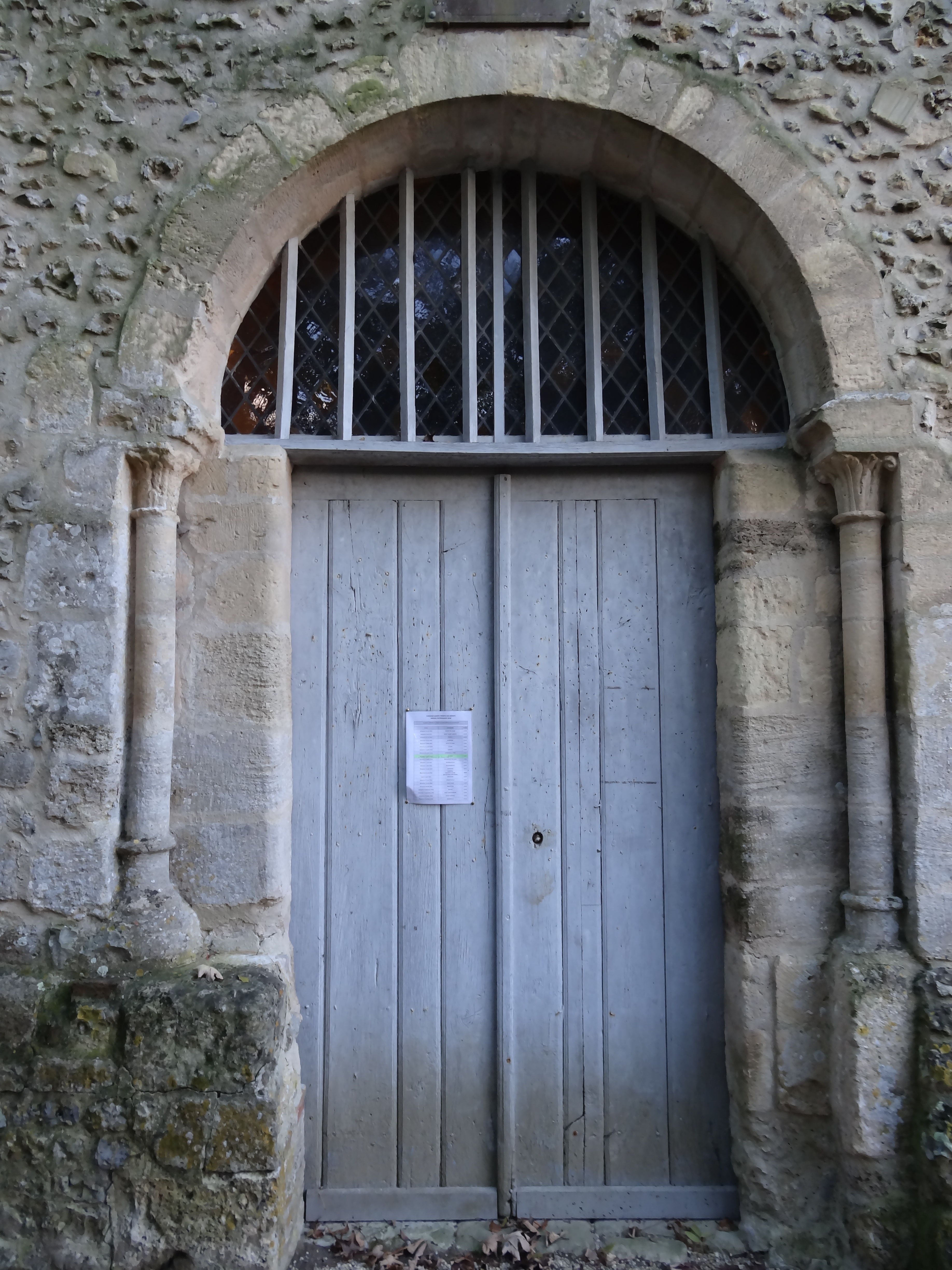
porte plein-cintre à un seul simple rouleau
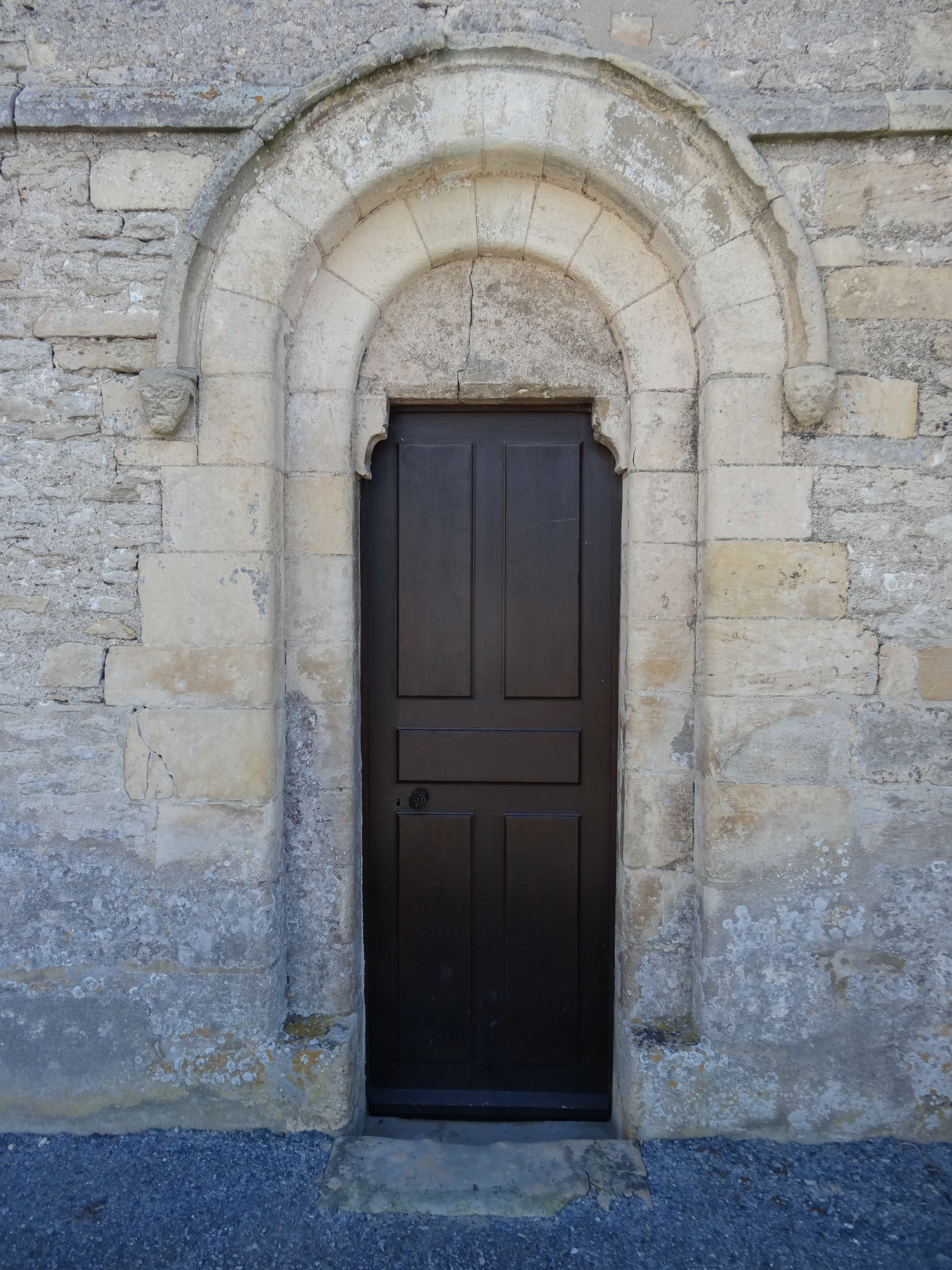
Deux simples rouleaux couronnés par un rouleau d'archivolte
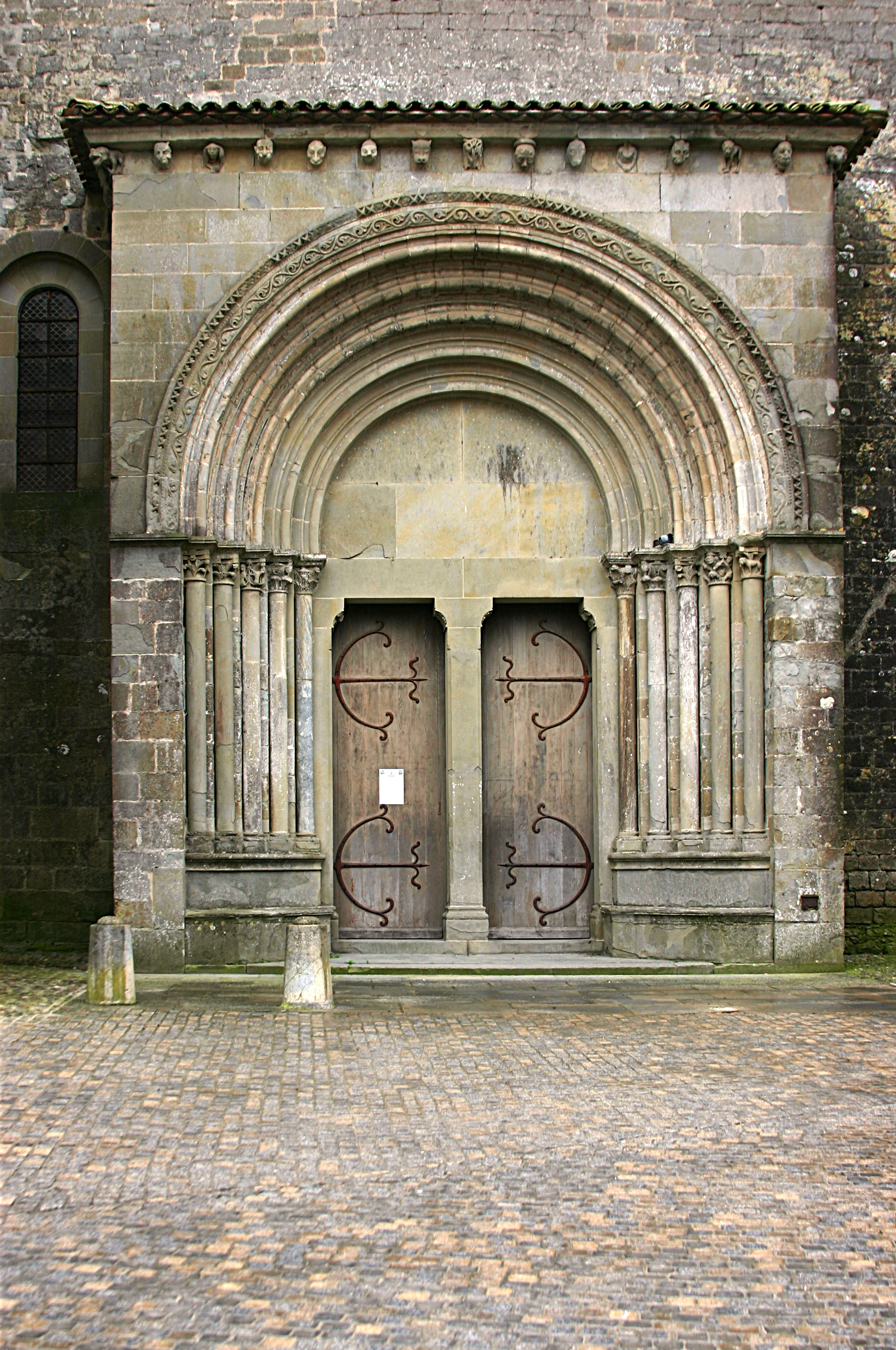
Cinq rouleaux moulurés sous un rouleau d'archivolte sculpté

## Simple, mouluré, sculpté

### simple
Un rouleau peut être simple c'est-à-dire constitué de pierres sans autre apprêt que la taille nécessaire pour les insérer dans la forme de l'arc. Ce simple rouleau peut être reçu de chaque côté, par l'intermédiaire d'un dosseret ou d'une imposte, sur une colonnette ornée d'un chapiteau.

### Mouluré
Le rouleau peut être animé par des moulures creuses, ou pleines comme des tores qui forment des lignes continues d'un bout à l'autre de l'arc.

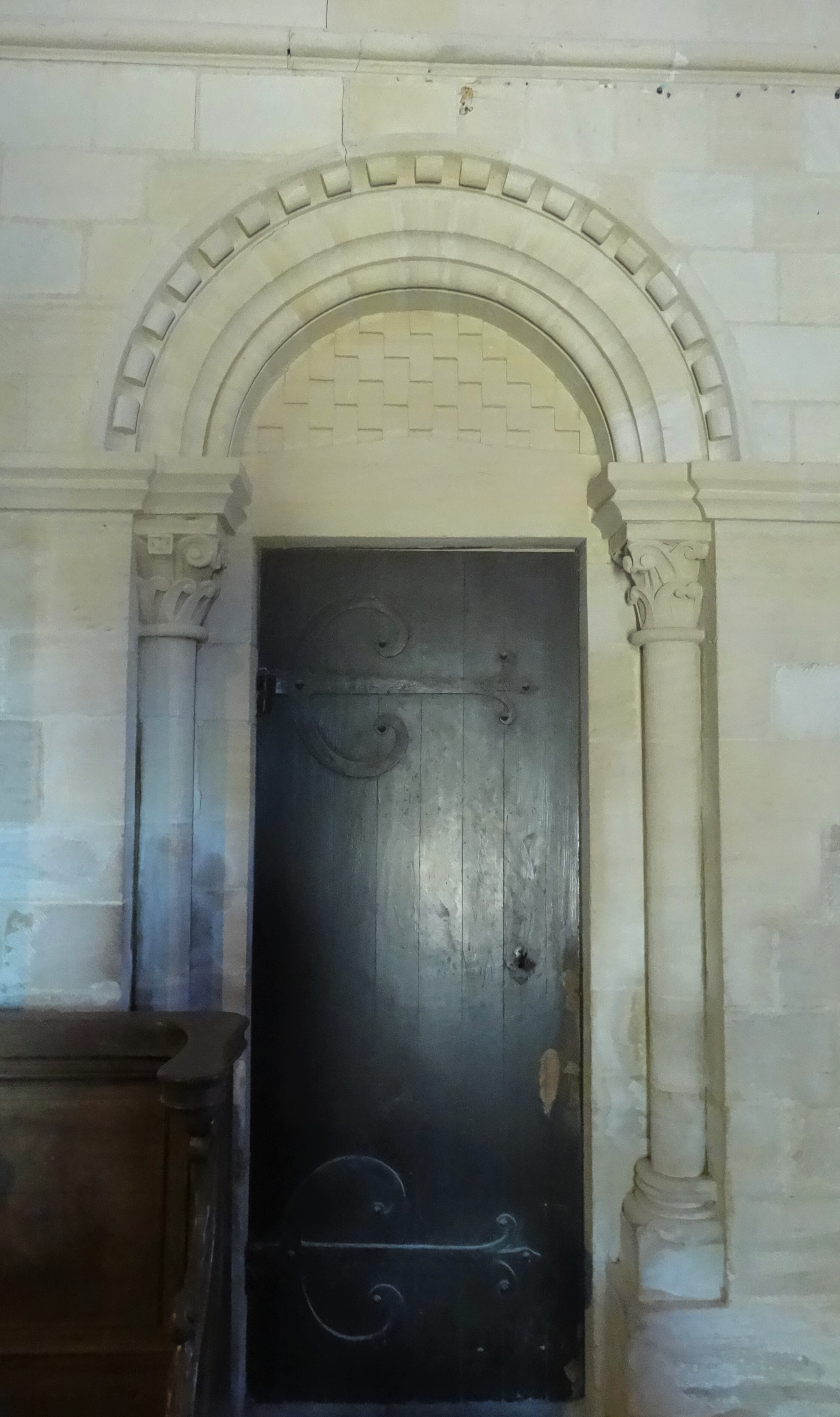
Rouleau mouluré couronné par un rouleau d'archivolte à billettes
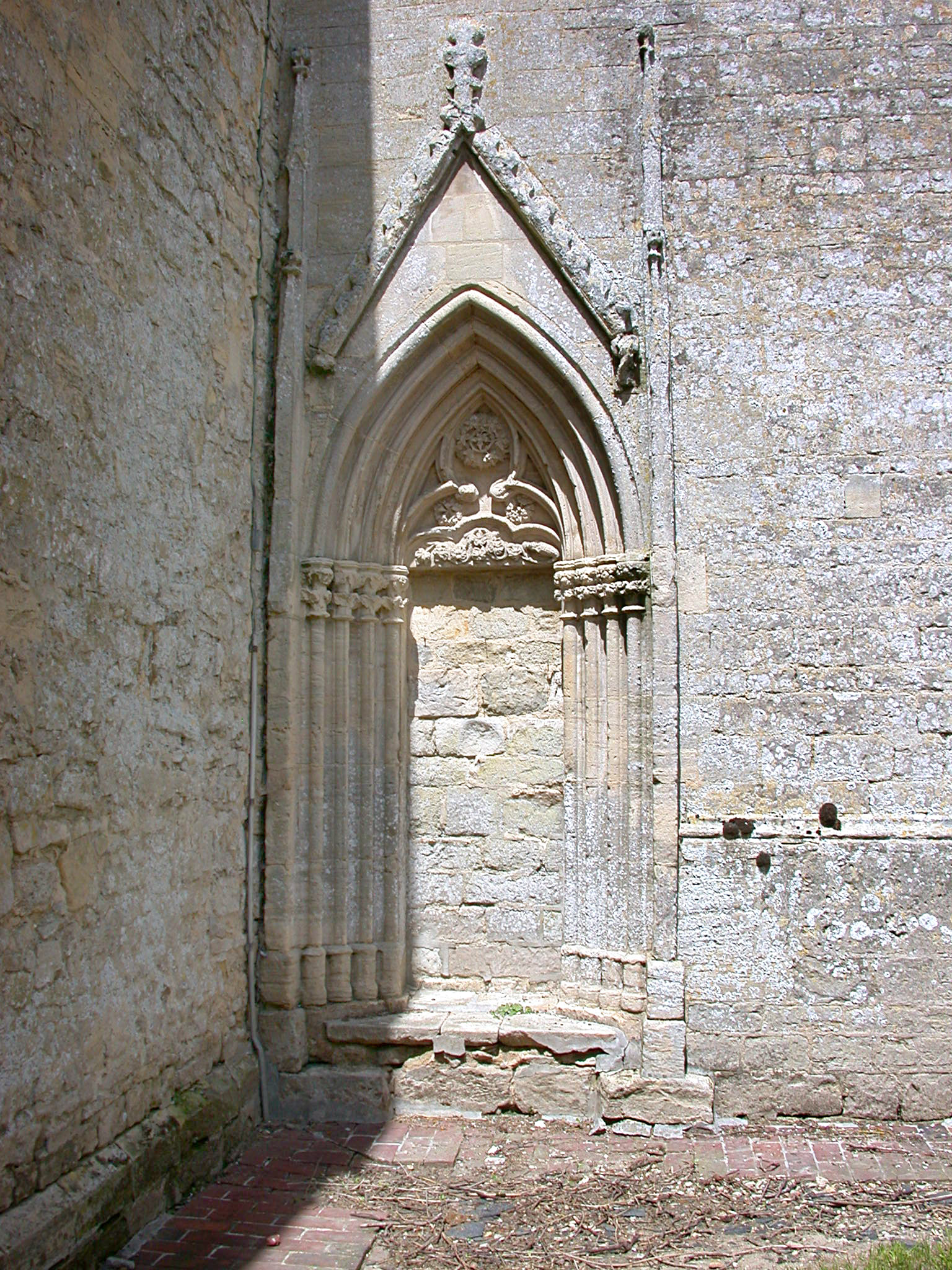
Rouleaux moulurés qui forment l'arc brisé de la porte surmontée par un gâble fleuronné

### Sculpté
Les portails des monuments religieux sont sculptés de toutes sortes d'ornements propres à la région et à la période de construction,. Les ornements qui décorent les rouleaux constituent l'archivolte de l'arc.

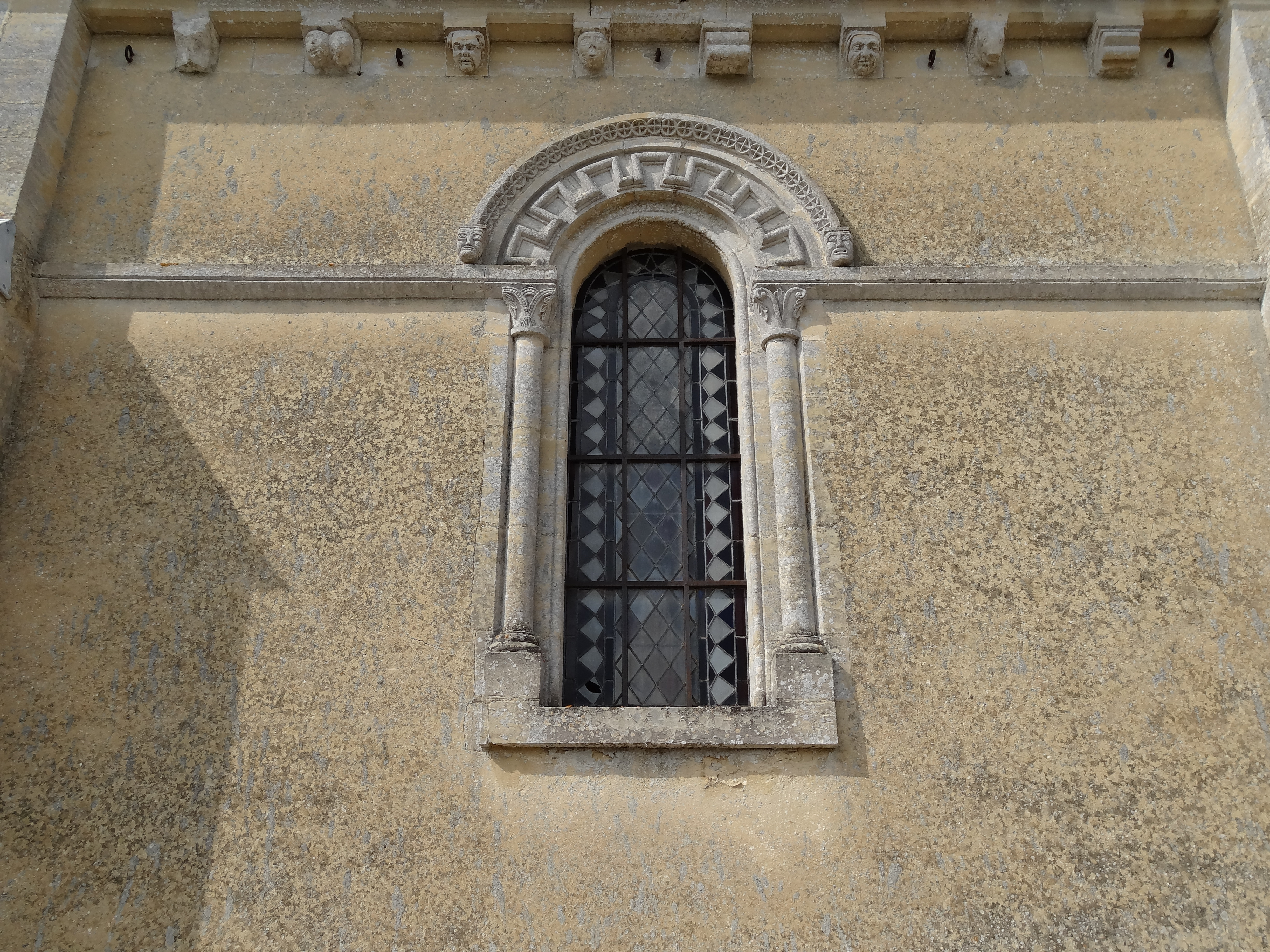
Rouleau orné de frettes crénelées couronné par un rouleau d'archivolte
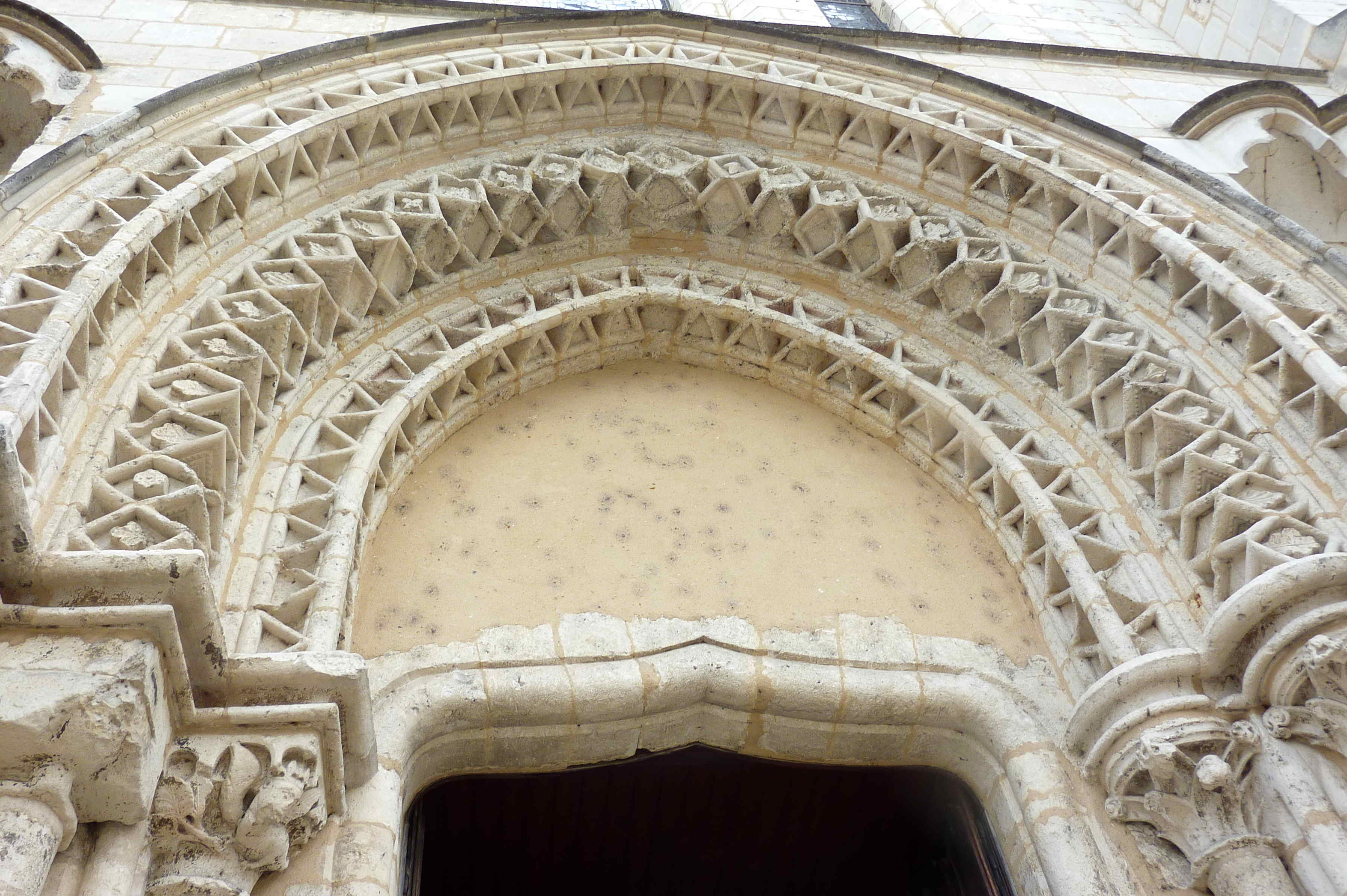
Portail à trois rouleaux à ressauts
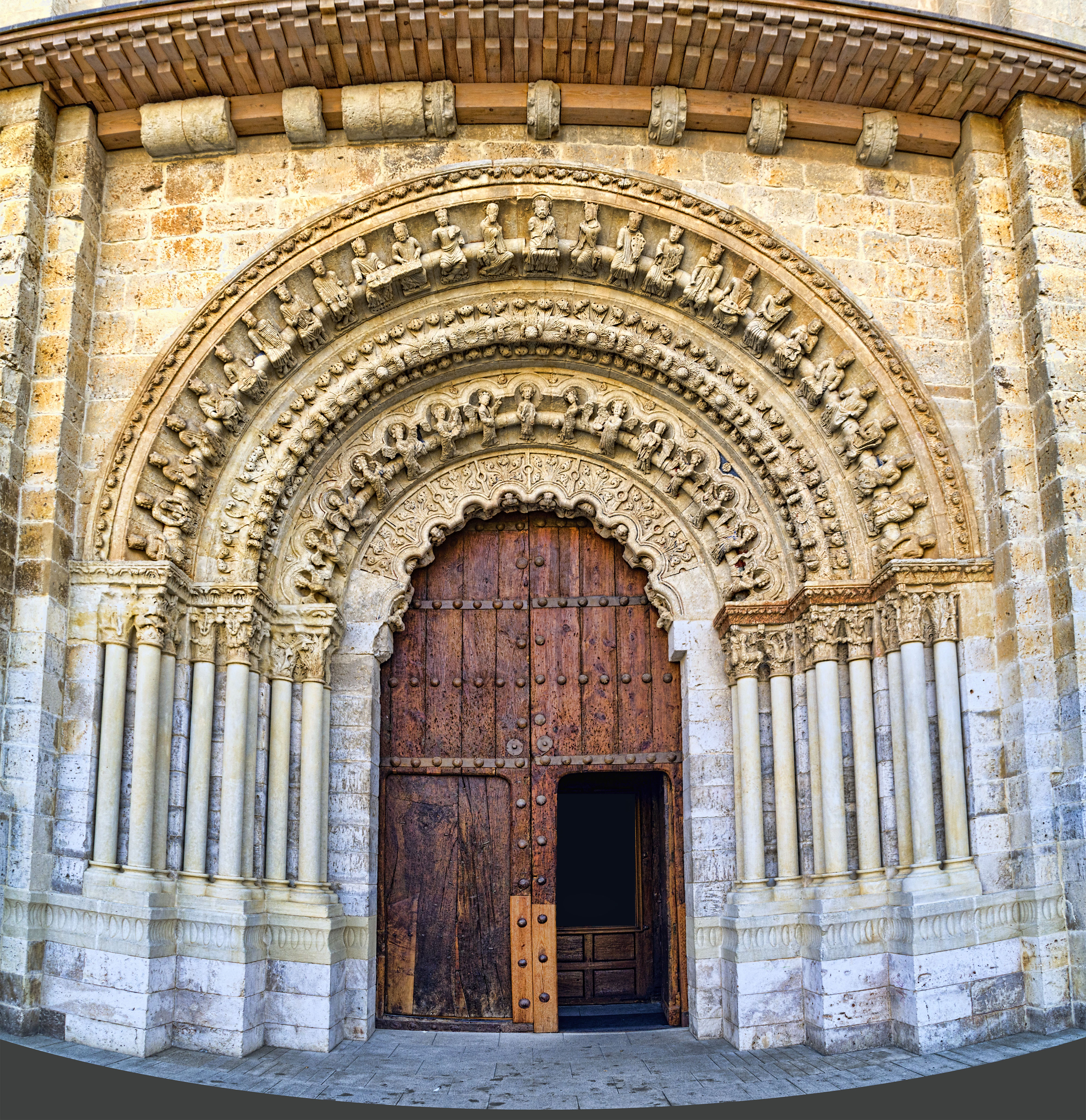
Archivolte à 4 rouleaux, plus un rouleau d'archivolte
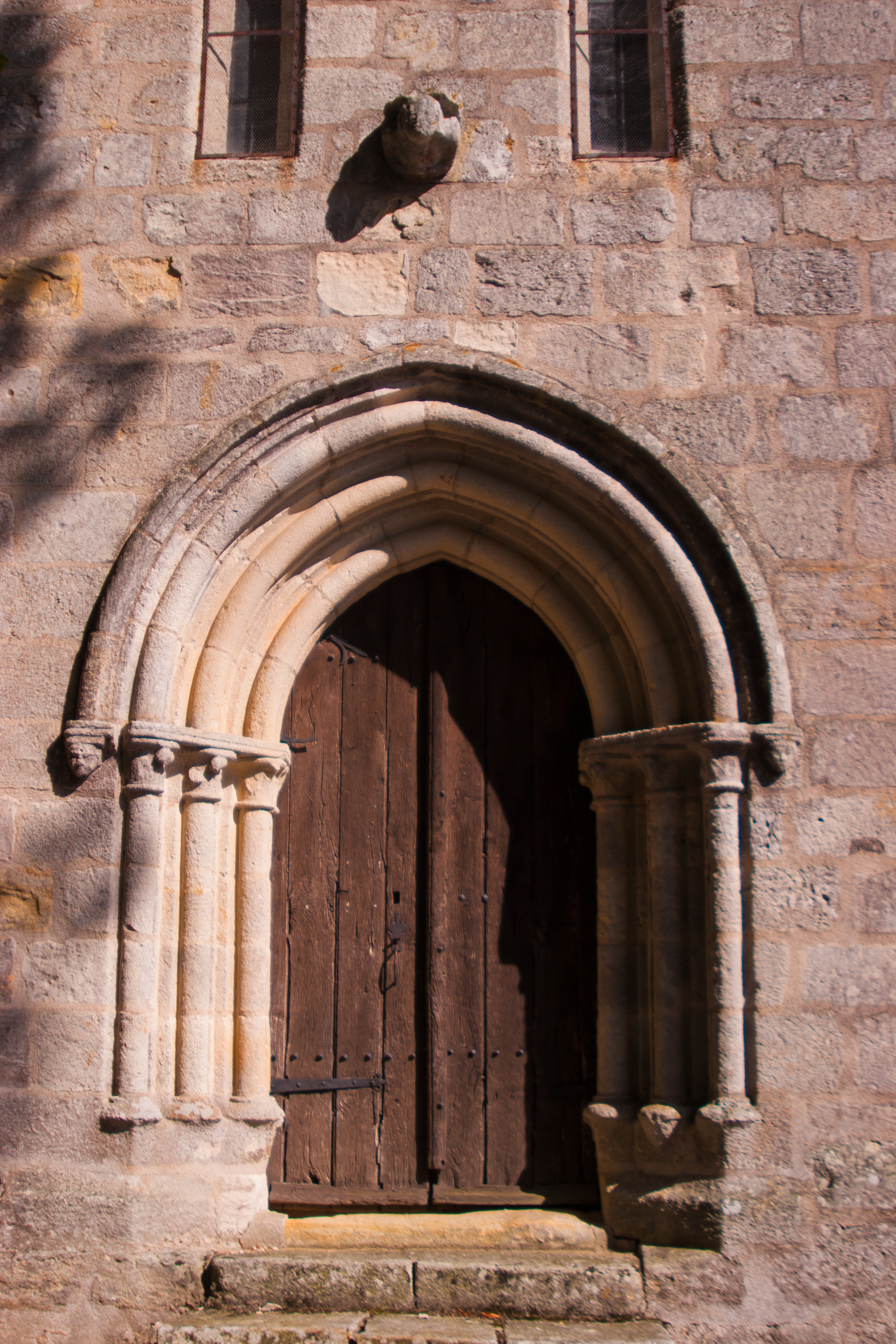
Trois rouleaux et rouleau d'archivolte moulurés.
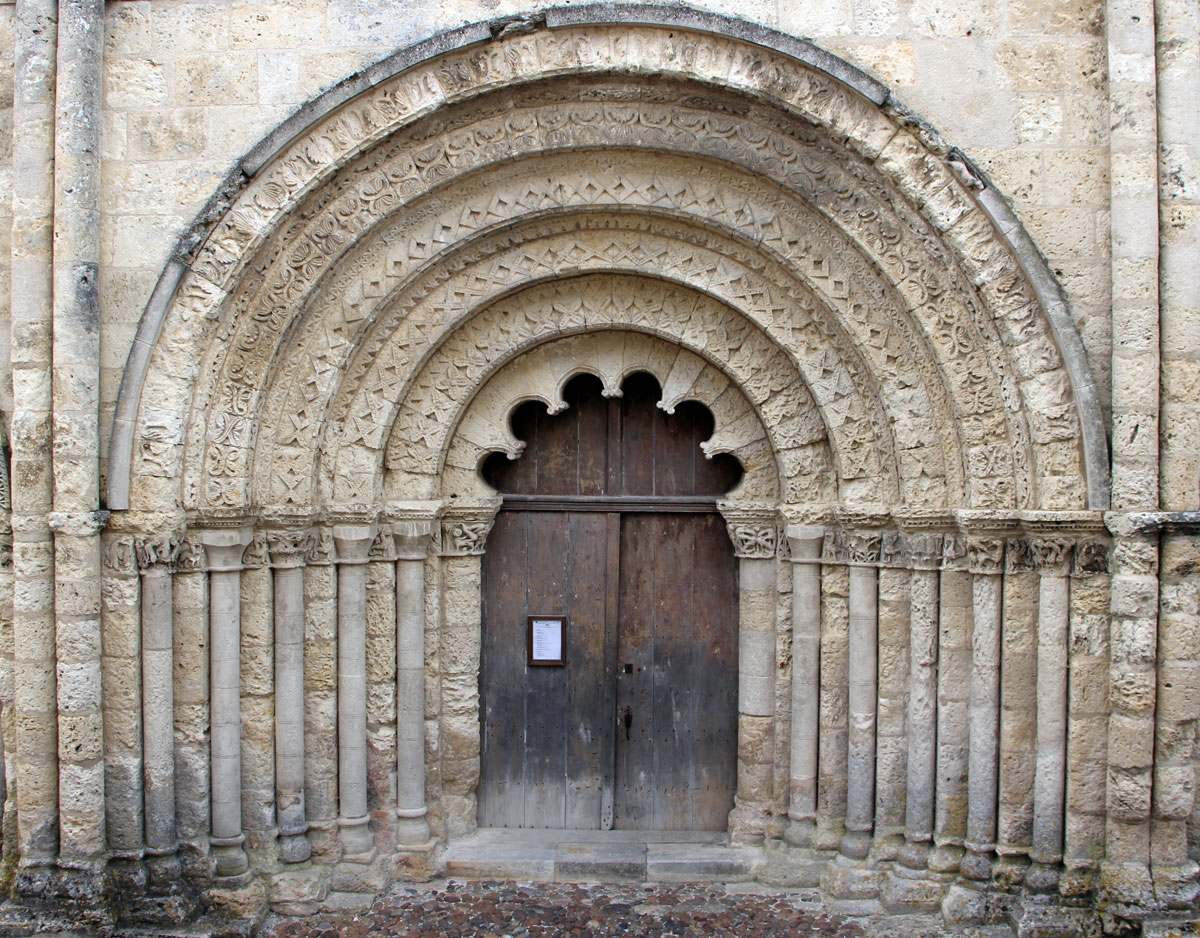
Six rouleaux richement sculptés, dont le premier est polylobé.

## Le rouleau d'archivolte
Le rouleau d'archivolte que certains nomment cordon d'archivolte est un liséré qui couronne le dernier rouleau. Il est le plus souvent décoré de petits motifs comme des dents de scie ou des billettes en Normandie, torsades, rinceaux etc...Il peut être complété de chaque côté par une petite tête.